# Shanti Roney
Shanti Grau Roney (født 24. november 1970) er en svensk skuespiller. Han har for eksempel medvirket i danske film som En fars søn (2002), En mand kommer hjem (2007), Lille soldat (2008), Dem man elsker (2012) og Marco effekten (2021).
Roney vandt i år 2000 en Guldbagge for bedste mandlige birolle i spillefilmen Det store gennembrud (1999), der blev instrueret blev Daniel Lind Lagerlöf.

## Udvalgt filmografi
- Harry & Sonja (1996)
- Det store gennembrud (1999)
- Clinch (kortfilm, 1999)
- Fødselsdagen (2000)
- Tillsammans (2000)
- Så hvid som sne (2001)
- Beck (tv-serie, 2001)
- Kaspar i Nudådalen (julekalender, 2001, kun stemme)
- En fars søn (kortfilm, 2002)
- Truslen (2004)
- Bang Bang Orangutang (2005)
- Ørnen (tv-serie, 2005)
- En mand kommer hjem (2007)
- Lille soldat (2008)
- Kommissæren og havet (tv-serie, 2008)
- Wallander (tv-serie, 2009)
- Vores venners liv (tv-serie, 2010)
- Dem man elsker (kortfilm, 2012)
- In the Dark Room (kortfilm, 2016)
- Mellem to krige - skæbner i Europa (tv-serie, 2018)
- Quicksand - Størst af alt (tv-serie, 2019)
- Tove (2020)
- Sneengle (tv-serie, 2021)
- Marco effekten (2021)
- Diorama (2022)
- Tillsammans 99 (2023)
- Rom (2024)